# Alphonse d'Aragon (1481-1500)
Pour les articles homonymes, voir Alphonse d'Aragon.
Ne doit pas être confondu avec Alphonse d'Aragon (1470-1520).
Alphonse d'Aragon (1481-18 août 1500), duc de Bisceglie, prince de Salerno, est le fils naturel du roi Alphonse II de Naples et de Trogia Gazzela. Deuxième mari de Lucrèce Borgia, il est assassiné par Michelotto Corella, homme de main de son beau-frère César Borgia.

## Biographie

### Mariage
Le pape Alexandre VI voulait le remariage de sa fille Lucrèce avec Alphonse, pour favoriser le mariage de son fils César avec Charlotte d'Aragon-Naples, et avoir ainsi un pied dans le royaume de Naples.
Le mariage est célébré le 21 juillet 1498 après une question complexe sur la dot de Lucrèce, en présence du cardinal Ascanio Sforza, au palais de Santa Maria in Portico à Naples. Le 5 août a lieu une seconde cérémonie.

### Tentative de fuite
Mais la politique d'alliance des Borgia change rapidement : abandonnant son intérêt pour Naples, César se tourne vers une politique pro-française pour épouser en 1499  Charlotte d'Albret, sœur du roi Jean III de Navarre. Ne se sentant plus en sécurité à Rome, Alphonse d'Aragon quitte la ville en secret le 2 août 1499, laissant sa femme Lucrèce enceinte de six mois, et part pour Naples. Une lettre qu'il avait adressée à sa femme pendant sa fuite tombe dans les mains d'Alexandre VI, qui force le roi de Naples à renvoyer Alphonse, son neveu, à Rome.
Le 1er novembre 1499 naît Rodrigue d'Aragon, le premier et le seul fils du couple (il mourra à 13 ans en 1512).
Le 15 juillet 1500, Alphonse est attaqué sur les marches de la place Saint-Pierre par des inconnus, qui le frappent à la tête avant d'être surpris par des gardiens et de devoir prendre la fuite. Gravement blessé, Alphonse est porté dans des appartements, au-dessus de ceux du pape. Tout porte à croire que César Borgia, son beau-frère, fut le commanditaire de cette agression.

### Assassinat
Un mois plus tard, César Borgia serait venu rendre visite à Alphonse d'Aragon, et lui aurait murmuré à l'oreille : «  Ce qui ne s'est pas fait au déjeuner, se fera au souper ». Le pape Alexandre VI est avisé de ces paroles par l'ambassadeur vénitien Paolo Capello, et lui répond : « s'il a pris sur lui de châtier son beau-frère, c'est que celui-ci l'a bien mérité ! »  Le 18 août, alors qu'Alphonse est dans sa chambre avec son épouse et une parente, les hommes de César menés par Michelotto Corella éloignent les deux femmes par la ruse, et assassinent Alphonse. Jean Burckhart écrit dans son journal :

« Dato che don Alfonso rifiutava di morire delle sue ferite, fu strangolato nel letto »

— Ivan Cloulas, I Borgia (it), Rome, Salerno Editrice, 1989, p. 241  (ISBN 88-8402-009-3)
La justification que donne César à son père, le pape Alexandre VI, est qu'Alphonse fomentait un complot visant à le tuer. La nouvelle de l'assassinat se propage rapidement, même à l'étranger.
Lucrèce Borgia épousera Alphonse Ier d'Este, deux ans plus tard.

### Postérité
De Lucrèce Borgia, Alphonse eut :
- Rodrigue d'Aragon  (° Rome 01/11/1499 + Bari 1512).

### Source
- (it) Cet article est partiellement ou en totalité issu de l’article de Wikipédia en italien intitulé « Alfonso d'Aragona (1481-1500) » (voir la liste des auteurs).
- Ivan Cloulas, Les Borgia, édition Pluriel 2011, p. 238-239

### Note
1. ↑  Entretien avec Ivan Cloulas, La Nouvelle Revue d'histoire, janvier 2008
2. ↑  « Étant donné qu'Alphonse refusa de mourir de ses blessures, il fut étranglé dans son lit. »